# 神戸・元町電話局電子交換器停止事件
神戸・元町電話局電子交換器停止事件（こうべ・もとまちでんわきょくでんしこうかんきていしじけん）とは、1980年10月3日午後4時45分に神戸市生田区（現・中央区）の元町電話局（日本電信電話公社、現NTT）で電子交換機に故障が発生して、8時間31分の間、市中心部で電話が不通になった事故。2万本もの電話やデータ通信・緊急回線が夕方のラッシュ時にストップしたことで大規模なパニックを引き起こした。
故障を起こしたのは当時最新鋭の電子交換機「D10」。原因は夜間割引のためのプログラムのデバッグの際にミスパンチを起こし、それが故障の際に作動する障害処理用のプログラムを壊したため。
事故の原因の究明に困難を要して機能回復にまで時間がかかったことから、「電電公社始まって以来最悪の故障」とされる。